# Michail Dmitrijewitsch Tebenkow

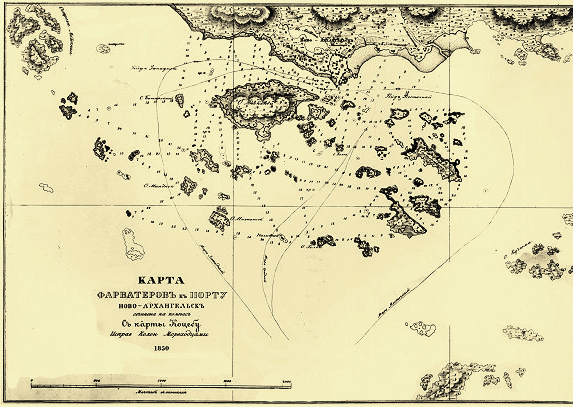
Von Tebenkow erstellte Karte von Sitka

Michail Dmitrijewitsch Tebenkow (russisch Михаил Дмитриевич Тебеньков; * 1802; † 3. April 1872 in Sankt Petersburg) war ein russischer Hydrograph, Vizeadmiral der Kaiserlich Russischen Marine sowie von 1845 bis 1850 Direktor der Russisch-Amerikanischen Kompagnie und Gouverneur von Russisch-Amerika.
Er hat die damals noch weitgehend unerforschte Küste von Alaska erkundet und kartographiert. Sein Werk Atlas of the Northwest Coasts of America: from Bering Strait to Cape Corrientes and the Aleutian Islands erschien 1852. Die darin enthaltenen 39 Karten zeigen die nordamerikanische Küstenlinie von der Beringstraße bis Kalifornien.
Neben der Tebenkow-Bucht im Alexanderarchipel sind auch weitere geographische Objekte wie der Tebenkow-Gletscher oder der Mount Tebenkow nach ihm benannt.

## Werk
- Atlas of the Northwest Coasts of America: from Bering Strait to Cape Corrientes and the Aleutian Islands. Limestone Pr, Ontario, U.S.A., 1981, ISBN 978-0-919642-55-3.